# Zbigniew Maria Horodyński

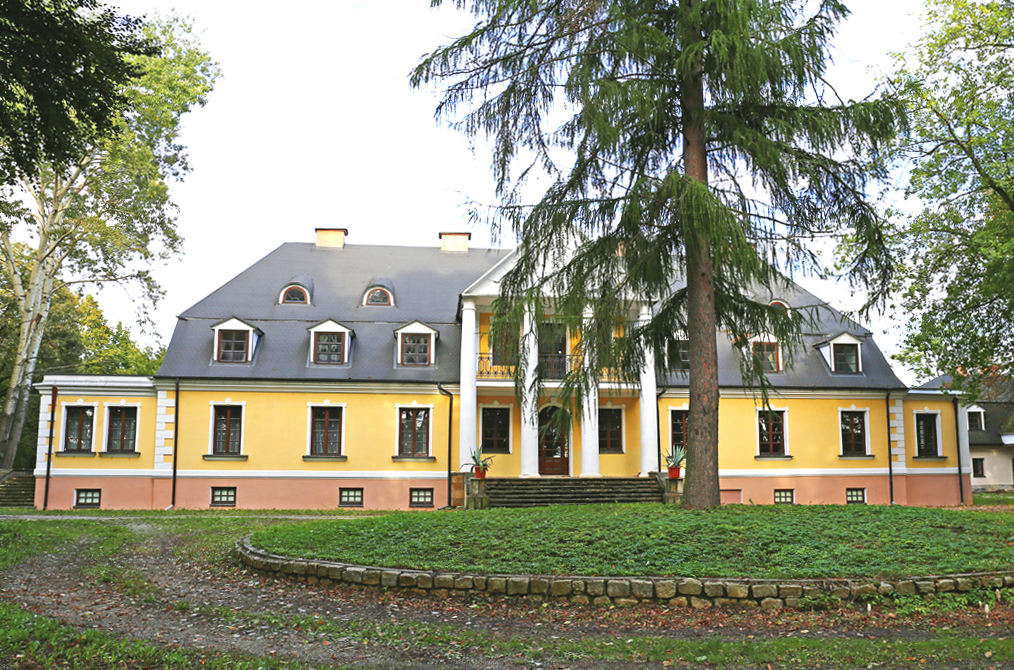
Dwór Horodyńskich w Zbydniowie

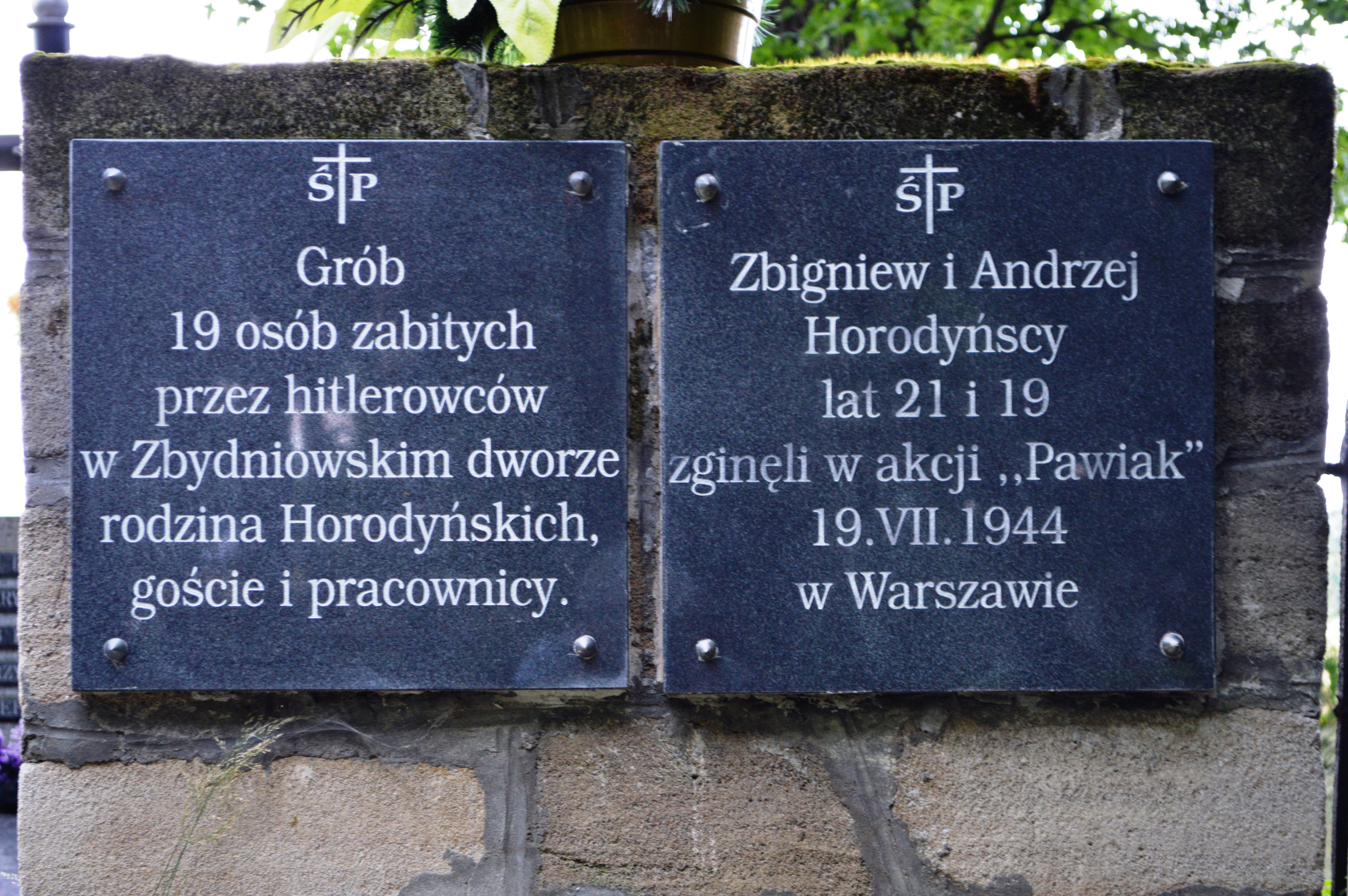
Tablica upamiętniająca Zbigniewa Horodyńskiego w dworze zbydniowskim

Zbigniew Maria Horodyński (ur. 11 lutego 1921 w Zbydniowie, zm. prawdopodobnie 21 lipca 1944 w Warszawie) – malarz, żołnierz AK.
Pochodził z rodziny ziemiańskiej. Był synem właścicieli majątku Zbydniów Zbigniewa Bogusława Horodyńskiego (1887–1943) i Zofii z Gieczewiczów (1892–1943), wnukiem Zbigniewa Leona Horodyńskiego i bratem Dominika Horodyńskiego, Andrzeja i Anny. 
W 1938 ukończył gimnazjum w Wilnie. Był także absolwentem Szkoły Podchorążych Rezerwy Kawalerii w Grudziądzu. Wiosną 1943 wstąpił w Zbydniowie do lokalnego oddziału Armii Krajowej. Został ranny w czasie masowego mordu dokonanego przez oddział SS dnia 24 czerwca 1943 na rodzinie Horodyńskich i znajomych (19 osób, w tym jego rodzice i siostra) zgromadzonej z okazji wesela kuzynki w Zbydniowie. W lipcu 1943 wykonał wyrok śmierci na inspiratorze tej zbrodni, którym był Martin Fuldner.
Jesienią 1943 przeniósł się do Warszawy. Jako żołnierz oddziału Osjan Kierownictwa Dywersji Komendy Głównej Armii Krajowej nosił konspiracyjny pseudonim Fredro. Zmienił również nazwisko na Wacław Olczak, ze względu na bezpieczeństwo swoich najbliższych. Brał udział w akcji na niemieckie lotnisko wojskowe Bielany w Warszawie w nocy 3 maja 1944 oraz w działaniach dywersyjnych przeciwko liniom kolejowym w południowej Polsce. Ciężko ranny 19 lipca 1944 na Cmentarzu Powązkowskim w Warszawie w tzw. akcji „Pawiak”, dostał się w ręce niemieckie. Przewieziony przez Gestapo na teren więzienia na Pawiaku został  21 lipca 1944 zamordowany zastrzykiem z fenolu. Nie ma swojego grobu, do dziś nie wiadomo, gdzie oprawcy pogrzebali jego ciało.. 
Jako malarz pozostawał pod wpływem Jerzego Wolffa, a następnie pracował pod kierunkiem Jana Cybisa. Wspólnie z Cybisem zorganizował tajny komplet malarski oraz wystawę malarstwa. Dorobek malarski Horodyńskiego, wynoszący ok. 200 obrazów o różnej tematyce, jak również rozpoczęta powieść autobiograficzna i próby poetyckie spłonęły w czasie powstania warszawskiego. Zachowało się jedynie kilka mniejszych obrazów.